# Hypnotized (filme)
Hypnotized (lançado na Grã-Bretanha como A Quack Hypnotist) é um curta-metragem mudo do gênero drama de 1910 produzido pela Thanhouser Company. O enredo gira em torno de um rapaz chamado Jack e sua paixão May Smalley que participam de um popular show itinerante que chega na cidade onde eles moram. O show é composto por um hipnotizador e um mágico hindu, porém o hipnotizador acaba se interessando em May e a atrai dizendo que ele tem uma mensagem para ela do mundo espiritual, fazendo-a deixar a cidade com ele. Jack bate no mágico, e este desmaia, pega seu traje e segue-os voltando para o hotel onde o hipnotizador estava hospedado, no qual ele consegue resgatá-la. Além do papel de William Russell no filme, os créditos de produção e elenco são desconhecidos. Foi lançado em 30 de dezembro de 1910 e recebeu críticas positivas. Atualmente é considerado um filme perdido.

## Enredo
Embora o filme seja considerado perdido, há uma sinopse na The Moving Picture World de 31 de dezembro de 1910. Segundo a revista, "May Smalley é uma simples camponesa a quem Jack, um jovem que ela conheceu desde a infância, está muito apaixonado. Quando um show itinerante, composto por um hipnotizador e um mágico hindu, vem à casa da ópera na pequena cidade, os dois jovens estão interessados assistí-lo. A juventude e a beleza de May atraem o hipnotizador, que planeja atraí-la para longe de sua cidade, enviando um recado a ela dizendo que ele tem uma mensagem do mundo espiritual. Contra a vontade de Jack, sua escolta, May vai aos bastidores após a apresentação para encontrar-se com o "grande hipnotizador", que a fascina com suas artimanhas. Ele é um vilão sem escrúpulos, e ao ver que ela está completamente impressionada com seus poucos truques e que o considera bastante sobre-humano, ele a convence a segui-lo quando ele estiver de partida. Jack prova ser um jovem de bem e coragem, batendo no mágico hindu para passar-se por ele e salvá-la — esta parte é completa apenas no filme, não se tendo mais informações, sendo descrita por historiador. Finalmente, a verdade sobre o hipnotizador é revelada. May está desiludida e percebe que Jack é apenas o tipo de proteção que ela precisa em um mundo de incerteza".

## Elenco
- William Russell como o hipnotizador.[2]

## Produção
O escritor do enredo é desconhecido, mas provavelmente foi Lloyd Lonergan. Ele era um jornalista experiente que trabalhava no The New York Evening World enquanto escrevia roteiros para as produções da Thanhouser. O cineasta também é desconhecido, mas pode ter sido Barry O'Neil ou Lucius J. Henderson. Os cinegrafista que estavam em atividade na empresa neste período incluíam Blair Smith, Carl Louis Gregory e Alfred H. Moses, Jr., embora nenhum deles tiveram seus nomes citados (apesar de que os cinegrafistas não era creditados em produções em 1910). Os membros do elenco são desconhecidos, aparecendo apenas William Russell. Apesar que muitas produções da Thanhouser em 1910 eram fragmentadas. No final de 1910, Thanhouser deu papéis a importantes personalidades em seus filmes, que inclui G.W. Abbe, Justus D. Barnes, Frank Hall Crane, Irene Crane, Marie Eline, Violet Heming, Martin J. Faust, Thomas Fortune, George Middleton, Grace Moore, John W. Noble, Anna Rosemond e Sra. George Walters.
Este filme foi um dos primeiros que a produtora deu aos seus personagens os nomes Jack e May, usando-os posteriormente em várias produções. O historiador do cinema Quentin David Bowers afirma que "[o filme foi] desenvolvido por Lloyd F. Lonergan, ... que gostou desses nomes, e durante os próximos anos os usou repetidas vezes. Deve ter se tornado uma piada de estúdio para decidir quem deveria interpretar Jack e quem deveria interpretar May. Na realidade, nomes como Jack e May foram usados em sinopses impressas para [quem a lesse tivesse noção de cada personagem], mas esses nomes geralmente não apareciam nas legendas do filme, e o público não tinham a menor ideia se o herói era chamado Jack, Bertram ou Ezekiel." O primeiro filme a usar o nome dos dois personagens principais foi Dots and Dashes (1910).

## Lançamento e recepção
O drama de carretel único, com aproximadamente 1.000 pés de comprimento, foi lançado em 30 de dezembro de 1910. O filme teve um amplo lançamento nacional, sendo apresentado em salas de cinemas de Kansas, Pensilvânia e Arizona. Alguns cinemas não forneceram os créditos de produção, gerando confusão com o filme Hypnotized, do estúdio Selig Polyscope Company. Sua exibição na Grã-Bretanha aconteceu em 26 de abril de 1913 sob o título A Quack Hypnotist.
O filme recebeu críticas positivas da Moving Picture World, que disse: "É uma boa história, bem contada, e o público parece intensamente interessado nisso". O periódico New York Dramatic Mirror avaliou-o, mas sem escrever críticas positivas ou negativas.